# 진행 중인 군사 분쟁 목록

진행 중인 무력 충돌 지도(올해 또는 작년의 전투 관련 사망자 수)
전년도/올해년도 사망자 1만명 이상의 대형 전쟁
전년도/올해년도 사망자 천명~9,999명의 전쟁
전년도/올해년도 사망자 백명~999명의 소규모 충돌
전년도/올해년도 사망자 백명 이하의 소규모 충돌 및 국지전

진행 중인 군사 분쟁 목록은 전세계적으로 현재 계속되고 있는 전쟁들의 목록을 수록한다.

## 가이드라인
이 진행 중인 군사 분쟁 목록은 현재 진행중인 군사 분쟁만 수록할 수 있으며, 사망자수 별로 분쟁을 나누었다. 이 목록의 가이드라인은 다음과 같다.
- 둘 또는 그 이상의 무장 단체와의 충돌, 또는 정부군과 반정부군간의 충돌로 발생한 군사 분쟁을 다룬다.[1] 국가간 분쟁, 국가 내부 분쟁 및 내전, 비국가 군사 충돌 또한 목록에 나열한다.
- 사망자 숫자에는 전투로 인한 직접적인 군인 및 민간인 사망자를 포함하여 양 측에서 발생한 의도적으로 민간인을 의도한 공격에 발생한 사망자도 포함한다. 충돌로 인한 직접적 사망자는 전년도 및 올해년도에 발생한 사망자만 쓴다. 기근, 질병, 기타 기초 서비스 부족으로 인해 발생한 간접적 사망자는 가능한 경우 총 누적 사망자에만 포함시켜서 계산한다.
- 이 목록에 기재된 군사 분쟁은 총 누적 사망자 100명 이상, 전년도 혹은 올해년도 사망자 1명 이상일 경우에만 등재가 가능하다.
- 총 사망자는 정보 부족으로 인해 과소평가되거나 추측 불가능할 수 있다. "~명 이상"이라는 표시는 최소 그 숫자보다 더 많다는 것을 의미한다. 예를 들어, "455명 이상 사망"이라고 써있을 경우, 실제 사망자는 455명을 넘을 수 있다.
- 분쟁 위치는 군사 분쟁에 끼어든 국가가 아닌, 실제로 주요 분쟁이 발생한 위치를 기록한다. 이탤릭체는 미승인 국가 또는 영토 분쟁 지역임을 나타낸다.
- 지속적인 군사 활동이 일어나는 국가만 기재하며, 과거의 국가 및 더 이상 군사 활동이 보이지 않는 국가는 기재하지 않는다.
- 더 이상의 폭력사태 및 충돌이 일어나지 않는 국가는 이곳에 기재하지 않으며, 전쟁 목록 또는 외교적으로 길어진 전쟁 목록에 수록한다.

## 주요 전쟁(올해 또는 작년의 전투 관련 사망자 10,000명 이상)
다음 목록은 현재 혹은 과거년도에 발생한 사망자가 1만명 이상인 대규모 군사 충돌 목록이다.
| 분쟁 시작 | 분쟁 | 대륙     | 위치              | 누적 사망자            | 2022년 사망자         | 2023년 사망자        |
| --------- | --- | -------- | ----------------- | ---------------------- | --------------------- | -------------------- |
| 1948년    | - 미얀마 내전 - 카친 분쟁 - 카렌 분쟁 - 로힝야 분쟁 - 라카인 주의 분쟁 - 미얀마 내전(2021년~현재) - 2021년 칼라이 충돌 - 카렌-몬 분쟁 | 아시아   | 미얀마            | 180,000–210,000명      | 2,750–20,206명        | 8,271명              |
| 2014년    | - 러시아-우크라이나 전쟁 - 러시아의 우크라이나 침공                                                                                   | 유럽     | 러시아 우크라이나 | 180,000–220,000명 이상 | 82,637–100,000명 이상 | 45,237–95,088명 이상 |
| 2018년    | - 에티오피아 내전 - 아파르-소말리아 충돌 - 오로모 충돌 - OLA 반란                                                                     | 아프리카 | 에티오피아        | 177,000–378,000명      | 6,641–105,900명       | 1,218명              |
| 2023년    | 2023년 수단 분쟁 | 아프리카 | 수단              | 4,460–10,000명         | 0                     | 4,460–10,000명       |

## 전쟁(올해 또는 작년의 전투 관련 사망자 1,000~9,999명)
다음 목록은 16개의 분쟁으로 현재 또는 과거 연도에 최소 1,000명에서 10,000명 미만의 직접적인 폭력에 의한 사망이 발생한 분쟁이다. 웁살라 분쟁 데이터 프로그램에서는 1년에 최소 1,000명이 사망하는 분쟁을 전쟁으로 간주한다.
| 분쟁 시작 | 분쟁 | 대륙       | 위치                                                                             | 누적 사망자                | 2022년 사망자  | 2023년 사망자 |
| --------- | --- | ---------- | -------------------------------------------------------------------------------- | -------------------------- | -------------- | ------------- |
| 1964년    | - 콜롬비아 분쟁 - 카타툼보 작전 - 2021년 아푸레 충돌 - 에콰도르 안보 위기 - 페몬 분쟁                                                                     | 남아메리카 | 콜롬비아 베네수엘라 에콰도르                                                     | 453,000명 이상             | 153–3,087명    | 1,431명       |
| 1978년    | - 아프가니스탄 분쟁 - 아프가니스탄-파키스탄 국경 접전 - 이슬람국가-탈레반 분쟁 - 아프가니스탄의 공화당 반란                                               | 아시아     | 아프가니스탄 파키스탄                                                            | 1,453,000–2,584,468명 이상 | 1,545–3,930명  | 622명         |
| 1991년    | - 소말리아 내전 - 현재 상황 | 아프리카   | 소말리아 케냐                                                                    | 350,000–500,000명 이상     | 3,115–7,038명  | 5,048명       |
| 1996년    | 연합 민주 세력의 반란 | 아프리카   | 콩고 민주 공화국 우간다                                                          | 9,000명 이상               | 2,902명        | 857명         |
| 1998년    | - 나이지리아의 공동 분쟁 - 나이지리아의 목동-농민 갈등 | 아프리카   | 나이지리아                                                                       | 19,000명 이상              | 1,900–2,877명  | 1,090명       |
| 1999년    | 이투리 분쟁 | 아프리카   | 콩고 민주 공화국                                                                 | 65,000명 이상              | 1,660명        | 550명         |
| 2002      | - 마그레브 반란 - 사헬 전쟁 - 니제르의 지하디스트 반란 - 부르키나파소의 지하디스트 반란 - ISIL의 튀니지 반란 - 말리 전쟁 - 아자와드의 내부 갈등           | 아프리카   | 부르키나파소 말리 니제르 베냉 토고 알제리 튀니지 차드 코트디부아르 모리타니 가나 | 54,000명 이상              | 9,000명        | 8,234명       |
| 2003년    | - 이라크 분쟁 - 이라크 내란 | 아시아     | 이라크                                                                           | 332,000–1,215,000명 이상   | 855–4,491명    | 859명         |
| 2004년    | - 키부 분쟁 - M23 공세 | 아프리카   | 콩고 민주 공화국                                                                 | 25,000명 이상              | 2,438명        | 1,363명       |
| 2006년    | - 멕시코 마약 전쟁 - 걸프 카르텔의 내분 - 로스 제타스의 내분                                                                                              | 북아메리카 | 멕시코                                                                           | 69,000명                   | 7,821–14,254명 | 4,142명       |
| 2008년    | - 수단 민족 갈등 - 남수단의 인종 폭력 | 아프리카   | 수단 남수단                                                                      | 387,000–400,000명 이상     | 1,900명        | 999명         |
| 2009년    | - 보코 하람 반란 - 나이지리아의 종교적 폭력 | 아프리카   | 나이지리아 카메룬 니제르 차드                                                    | 368,000명                  | 6,800명        | 2,810명       |
| 2011년    | - 시리아 내전 - 다라 반란 - 사막 작전 - 시리아 내전 중 반군 간 갈등 - 로자바 분쟁 - 러시아군 개입 - 시리아 내전 중 시리아-터키 국경 충돌 - 미국 주도 개입 | 아시아     | 시리아                                                                           | 505,000–613,000명 이상     | 1,638–5,639명  | 3,047명       |
| 2011년    | 나이지리아 산적 충돌 | 아프리카   | 나이지리아                                                                       | 14,000명 이상              | 1,900명        | 1,000명       |
| 2014년    | - 예멘 내전 - 알카에다 반란 - 후티-사우디아라비아 분쟁 - 사우디아라비아 주도의 개입                                                                       | 아시아     | 예멘 사우디아라비아                                                              | 377,000명                  | 3,217–6,828명  | 1,922명       |
| 2020년    | 아이티의 FRG9 반란 | 북아메리카 | 아이티                                                                           | 1,050명 이상               | 89명           | 1,010명       |

## 경미한 충돌(올해 또는 작년의 전투 관련 사망자 100-999명)
다음 목록의 충돌로 인해 올해 또는 작년에 최소 100명에서 1,000명 미만의 직접적인 폭력에 의한 사망이 발생했다.
| 분쟁 시작 | 분쟁 | 대륙       | 위치                                    | 누적 사망자          | 2022년 사망자 | 2023년 사망자 |
| --------- | --- | ---------- | --------------------------------------- | -------------------- | ------------- | ------------- |
| 1918년    | - 이란의 쿠르드 분리주의 - 이란-PJAK 분쟁 - 서부 이란 충돌(2016년~현재)                                 | 아시아     | 이란                                    | 15,000–58,000명 이상 | 157명–453명   | 124명         |
| 1947년    | - 인도-파키스탄 전쟁 - 카슈미르 반란                                                                    | 아시아     | 인도 파키스탄                           | 200,000–2,000,000명  | 235–360명     | 295명         |
| 1948년    | - 이스라엘-팔레스타인 분쟁 - 가자-이스라엘 분쟁                                                         | 아시아     | 이스라엘 팔레스타인                     | 27,000명             | 194–255명     | 238명         |
| 1948년    | - 발루치스탄 분쟁 - 시스탄과 발루체스탄 반란                                                            | 아시아     | 파키스탄 이란                           | 20,800–21,000명 이상 | 154–795명     | 335명         |
| 1954년    | - 북동인도 반란 - 아삼 분리주의 운동 - 마니푸르의 반란 - 나가랜드의 민족 갈등 - 아루나찰프라데시의 반란 | 아시아     | 인도                                    | 40,000명             | 24–230명      | 230명         |
| 1967년    | 낙살라이트–마오주의 반란                                                                                | 아시아     | 인도                                    | 12,877–14,369명 이상 | 101–395명     | 225명         |
| 1969년    | - 필리핀 내전 - CPP-NPA-NDF 반란                                                                        | 아시아     | 필리핀                                  | 165,000–213,000명    | 585명         | 345명         |
| 1984년    | - 터키-PKK 분쟁 - PKK 반란 (2015년~현재)                                                                | 아시아     | 튀르키예 이라크 시리아                  | 55,000–60,000명      | 370–577명     | 99명          |
| 1988년    | - 나고르노카라바흐 분쟁 - 아르메니아-아제르바이잔 국경 위기                                             | 아시아     | 아르차흐 공화국 아제르바이잔 아르메니아 | 39,300–49,000명 이상 | 300명         | 35명          |
| 2004년    | 와지리스탄 분쟁                                                                                         | 아시아     | 파키스탄                                | 46,000–61,549명 이상 | 893명         | 733명         |
| 2011년    | 리비아 위기                                                                                             | 아프리카   | 리비아                                  | 30,000–43,000명      | 13–171명      | 21명          |
| 2011년    | 시나이 반란                                                                                             | 아시아     | 이집트                                  | 6,000–7,353명 이상   | 269명         | 9명           |
| 2012년    | 중앙아프리카 공화국 분쟁                                                                                | 아프리카   | 중앙아프리카 공화국                     | 14,000명 이상        | 829명         | 320명         |
| 2016년    | 차드 북부의 반란                                                                                        | 아프리카   | 차드                                    | 644명                | 100명         | 37명          |
| 2016년    | 필리핀 마약 전쟁                                                                                        | 아시아     | 필리핀                                  | 32,000명             | 302명         | 133명         |
| 2017년    | 카보 델가도의 반란                                                                                      | 아프리카   | 모잠비크 탄자니아                       | 6,000명 이상         | 711–946명     | 196명         |
| 2017년    | 앵글로폰 위기                                                                                           | 아프리카   | 카메룬                                  | 6,000명 이상         | 665–992명     | 212-485명     |
| 2018년    | 방글라데시 마약 전쟁                                                                                    | 아시아     | 방글라데시                              | 800명 이상           | 307명         | 180명         |
| 2022년    | 엘살바도르 갱 단속                                                                                      | 북아메리카 | 엘살바도르                              | 152명 이상           | 100명         | 34명          |
| 2023년    | 2023년 라스 아노드 분쟁                                                                                 | 아프리카   | 소말리아                                | 300명                | 0             | 300명         |

## 쟁탈전 및 충돌(올해 또는 작년에 전투 관련 사망자 100명 미만)
다음 목록에 있는 16개의 분쟁으로 인해 올해 또는 작년에 100명 미만의 직접적인 폭력에 의한 사망이 발생했다.
| 분쟁 시작 | 분쟁                                                                                          | 대륙       | 위치                                 | 누적 사망자          | 2022년 사망자 | 2023년 사망자 |
| --------- | --------------------------------------------------------------------------------------------- | ---------- | ------------------------------------ | -------------------- | ------------- | ------------- |
| 1943년    | 자메이카의 정치적 갈등                                                                        | 북아메리카 | 자메이카                             | 1,081명 이상         | 6명           | 212212명      |
| 1950년    | 한반도 분쟁                                                                                   | 아시아     | 조선민주주의인민공화국 대한민국      | 3,000,000명          | 34명          | 11명          |
| 1962년    | 파푸아 분쟁                                                                                   | 아시아     | 인도네시아                           | 100,000–500,000명    | 52–77명       | 82명          |
| 1963년    | 카탕가 반란                                                                                   | 아프리카   | 콩고 민주 공화국                     | 3,400명 이상         | 4명           | 0명           |
| 1970년    | - 서사하라 분쟁 - 서부 사하라 충돌(2020년–현재)                                               | 아프리카   | 모로코 사하라 아랍 민주 공화국       | 14,000–21,000명 이상 | 25–55명       | 8명           |
| 1975년    | 카빈다 분쟁                                                                                   | 아프리카   | 앙골라                               | 30,000명             | 20–101명      | 53명          |
| 1980년    | 페루 분쟁                                                                                     | 남아메리카 | 페루                                 | 70,000명             | 14–44명       | 54명          |
| 1982년    | 카사망스 충돌                                                                                 | 아프리카   | 세네갈                               | 5,000명 이상         | 0–21명        | 33명          |
| 1987년    | 신의 저항군 반란                                                                              | 아프리카   | 콩고 민주 공화국 중앙아프리카 공화국 | 100,000명 이상       | 1명           | 0명           |
| 1999년    | 방글라데시의 내부 갈등                                                                        | 아시아     | 방글라데시                           | 1,500명 이상         | 13–22명       | 44명          |
| 2003년    | - 나이저강 삼각주 분쟁 - 바카시 분쟁 - 2016년 나이저강 삼각주 분쟁 - 나이지리아 남동부의 반란 | 아프리카   | 나이지리아 카메룬                    | 2,500명              | 90명          | 4명           |
| 2004년    | 태국 남부 반란                                                                                | 아시아     | 태국                                 | 7,294명              | 34–42명       | 25명          |
| 2005년    | 파라과이 반란                                                                                 | 남아메리카 | 파라과이                             | 145명 이상           | 4–32명        | 7명           |
| 2013년    | 이집트에서의 반란                                                                             | 아프리카   | 이집트                               | 5,800명 이상         | 15명          | 2명           |
| 2017년    | 북캅카스에서의 이슬람 국가 반란                                                               | 유럽       | 러시아                               | 200명 이상           | 6명           | 10명          |

## 국가별 사망자

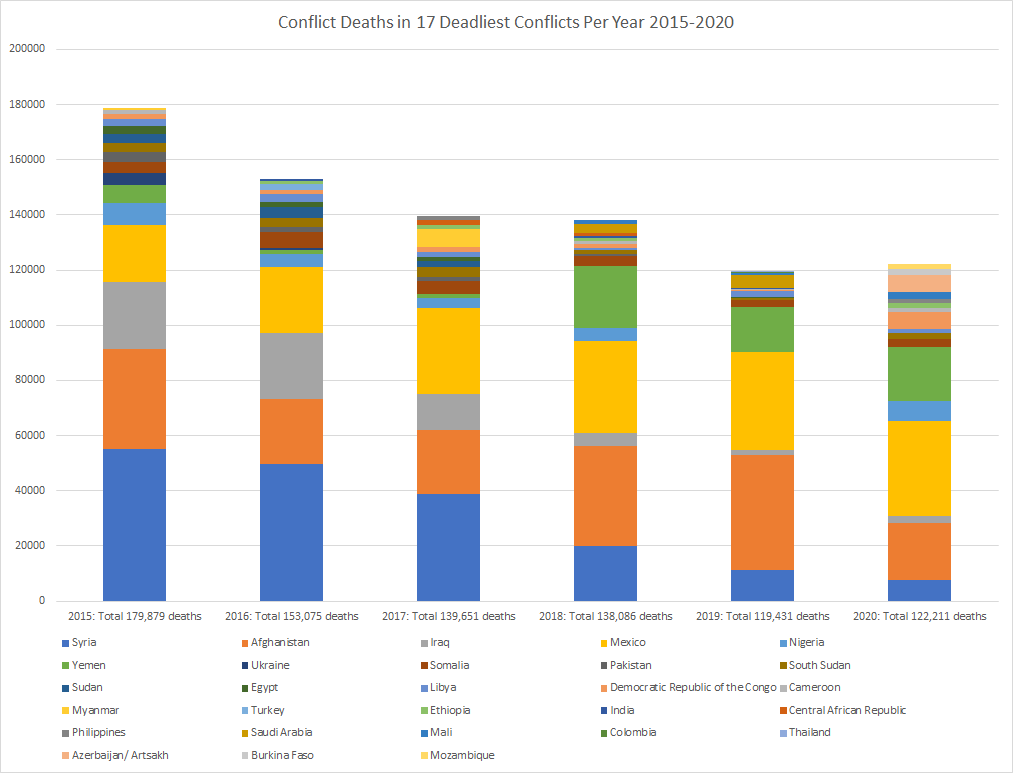
2015~2020년 분쟁으로 인한 17개 국의 사망자

| 순위 | 2018년              | 2018년  | 2019년           | 2019년  | 2020년                        | 2020년  | 2021년              | 2021년 | 2022년           | 2022년  |
|      | 국가                | 사망자  | 국가             | 사망자  | 국가                          | 사망자  | 국가                | 사망자 | 국가             | 사망자  |
| ---- | ------------------- | ------- | ---------------- | ------- | ----------------------------- | ------- | ------------------- | ------ | ---------------- | ------- |
| 1    | 아프가니스탄        | 35,941  | 아프가니스탄     | 41,735  | 멕시코                        | 34,512* | / 아프가니스탄      | 42,223 | 우크라이나       | 240,400 |
| 2    | 멕시코              | 33,341* | 멕시코           | 35,588* | 아프가니스탄                  | 20,674  | 예멘                | 31,048 | 에티오피아       | 105,900 |
| 3    | 예멘                | 22,201  | 예멘             | 16,050  | 예멘                          | 19,561  | 에티오피아          | 22,800 | 미얀마           | 20,206  |
| 4    | 시리아              | 20,130  | 시리아           | 11,244  | 시리아                        | 7,620   | 멕시코              | 18,811 | 멕시코           | 7,821   |
| 5    | 이라크              | 4,920   | 사우디 아라비아  | 4,832   | 나이지리아                    | 7,172   | 미얀마              | 11,114 | 예멘             | 6,607   |
| 6    | 나이지리아          | 4,850   | 소말리아         | 2,604   | 콩고 민주 공화국              | 6,162   | 나이지리아          | 9,687  | 소말리아         | 6,422   |
| 7    | 소말리아            | 3,862   | 리비아           | 2,200+  | 아제르바이잔/ 아르차흐 공화국 | 6,110   | 콩고 민주 공화국    | 6,283  | 콩고 민주 공화국 | 6,254   |
| 8    | 사우디 아라비아     | 3,509   | 이라크           | 1,850+  | 소말리아                      | 2,950   | 시리아              | 5,828  | 시리아           | 5,257   |
| 9    | 콩고 민주 공화국    | 1,757   | 말리             | 734+    | 말리                          | 2,734   | 소말리아            | 3,532  | 말리             | 4,793   |
| 10   | 말리                | 1,285   | 이집트           | 529+    | 이라크                        | 2,436   | 이라크              | 2,605  | 부르키나파소     | 4,700   |
| 11   | 남수단              | 1,166   | 남수단           | 519     | 부르키나파소                  | 2,268   | 부르키나파소        | 2,358  | 이라크           | 4,181   |
| 12   | 인도                | 988     | 인도             | ~403    | 남수단                        | 2,245   | 남수단              | 1,986  | 아프가니스탄     | 3,930   |
| 13   | 카메룬              | 945     | 콩고 민주 공화국 | 302+    | 에티오피아                    | 1,813   | 말리                | 1,911  | 나이지리아       | 3,780   |
| 14   | 에티오피아          | 886     | 콜롬비아         | 238     | 모잠비크                      | 1,696   | 중앙아프리카 공화국 | 1,704  | 니제르           | 3,000   |
| 15   | 중앙아프리카 공화국 | 842     | 카메룬           | 234     | 리비아                        | 1,484   | 수단                | 1,584  | 콜롬비아         | 2,276   |
| 16   | 파키스탄            | 736     | 파키스탄         | 206     | 카메룬                        | 1,447   | 니제르              | 1,454  | 남수단           | 1,731   |
| 17   | 리비아              | 727     | 태국             | 163     | 필리핀                        | 1,316   | 콜롬비아            | 1,399  | 수단             | 1,327   |
| 18   | 콜롬비아            | 709     | 나이지리아       | 152     | 콜롬비아                      | 765     | 모잠비크            | 1,194  | 카메룬           | 943     |
| 19   | 수단                | 600     | 우크라이나       | 119     | 인도                          | 783     | 카메룬              | 790    | 모잠비크         | 916     |
| 20   | 튀르키예            | 530     | 팔레스타인       | 100     | 미얀마                        | 650     | 팔레스타인          | 484    | 파키스탄         | 900     |

*전투 관련 사상자보다는 주로 살인 사건

## 같이 보기
- 연도별 분쟁 숫자 목록
- 활동 중인 반군 목록
- 테러리스트 단체로 지정된 단체 목록
- 테러 사건 목록
- 외교적으로 길어진 전쟁 목록
- 전쟁 목록
- 웁살라 분쟁 데이터 시스템
- 실패국가